# Рутледж, Кэтрин
Кэтрин Мария Рутледж (англ. Katherine Maria Routledge /ˈraʊtlɛdʒ/, урожденная Пиз, Pease; 11 августа 1866, Дарлингтон — 13 декабря 1935, Кембридж) — английский археолог и антрополог, супруга антрополога Уильяма Скорсби Рутледжа, исследовательница острова Пасхи.

## Ранние годы
Кэтрин была вторым ребёнком Кейт и Генри Пизов — богатых промышленников-квакеров из Дарлингтона, графство Дарем. В 1895 году она с отличием окончила факультет современной истории Сомервилль-холла (ныне Сомервиль-колледж, Оксфорд), после чего некоторое время преподавала на курсах дополнительного образования и в Дарлингтонском подготовительном колледже. После Второй Англо-бурской войны она отправилась в Южную Африку в составе комиссии, для изучения возможности переселения одиноких работающих женщин из Англии в Южную Африку. В 1906 году она вышла замуж за Уильяма Скорсби Рутледжа. Некоторое время молодожёны прожили среди членов племени кикуйю на территории Британской Восточной Африки, после чего, в 1910 году супруги совместно опубликовали книгу своих исследований под названием С доисторическими людьми.

## Остров Пасхи

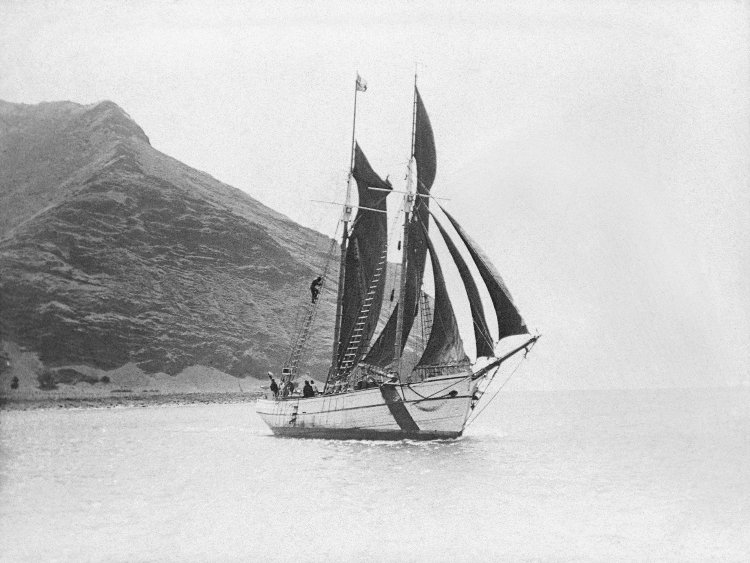
Мана на острове Пасхи, 1914 год

В 1910 году Рутледжи решили организовать собственную экспедицию на остров Пасхи (Рапа-Нуи). У них была современная шхуна длиной 90 футов (27 м) под называнием «Мана». Они скооперировались с Британской ассоциацией развития науки, Британским музеем и Королевским географическим обществом, наняли команду и офицера Королевского флота в качестве капитана. 25 марта 1913 года «Мана» отплыла из английского Фалмута.
Шхуна прибыла на остров Пасхи 29 марта 1914 года. Там исследователи создали два базовых лагеря, один в районе Матавери, а другой в карьере статуи Рано-Рараку, а также исследовали Оронго и Анакена. С помощью островитянина Хуана Тепано Рутледжи опросили местных жителей и создали каталог моаи и ахусов — постаментов, на которых они когда-то стояли. Рутледжи выкопали более 30 моаи, посетили старейшин общины колонии прокаженных к северу от Анга-Роа и записали различные легенды и устные истории, включая историю Хоту Матуа, культа Человека-Птицы, названия и территории племен и данные о загадочных дощечках ронго-ронго; Ван Тилбург приписывает Кэтрин Рутледж первостепенную роль в содействии сохранению традиционной полинезийской культуры на Рапа-Нуи.

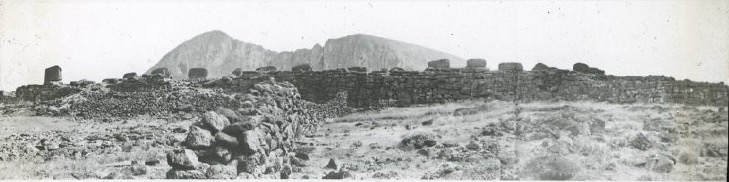
Раскопки Аху Тонгарики, 1914 год. В то время все моаи были опрокинуты и на острове не было пальм.

Одним из открытий Рутледж стало определение культурной преемственности между резчиками статуй и полинезийским народом Рапа-Нуи, жившим на острове в то время. Сцены, вырезанные на спинах статуй, которые она раскопала, включали те же рисунки, что и татуировки на спинах пожилых островитян в колонии прокаженных на острове. Поскольку традиция татуировки была подавлена миссионерами в 1860-х годах, это конкретное первичное свидетельство было недоступно для последующих экспедиций. 
Во время пребывания супругов Рутледж на острове Пасхи началась Первая мировая война. Германская Восточно-Азиатская крейсерская эскадра, в том числе бронированные крейсеры «Шарнхорст» и «Гнейзенау» и легкие крейсера «Дрезден», «Лейпциг», «Эмден», прибыли в Анга-Роа. Экспедиция приняла решение скрыть от немцев свои основные открытия. Немцы, со своей стороны, привели свой флот в боевую готовность и высадили на острове 48 британских и французских торговых моряков с затопленными ими судов. Тогда Рутледж пожаловалась на нарушение границ нейтрального Чили школьному учителю, который был представителем правительства. В это же время её муж отправил «Мана» в Вальпараисо, чтобы передать аналогичную жалобу британскому консулу в Сантьяго. Не нанеся особого ущерба острову, где никто не пытался оказывать какого-либо сопротивления, немецкий флот отплыл от его берегов и проследовал далее; большинство кораблей — по направлению на Коронель и далее на Фолклендские острова. Некоторые из оказавшихся на острове в затруднительном положении моряков французского торгового флота были завербованы экспедицией. Рутледж также решил выступить посредником при урегулировании восстания местных жителей против владельцев ранчо для овец, которое возглавил местный врач и провидец Ангата.

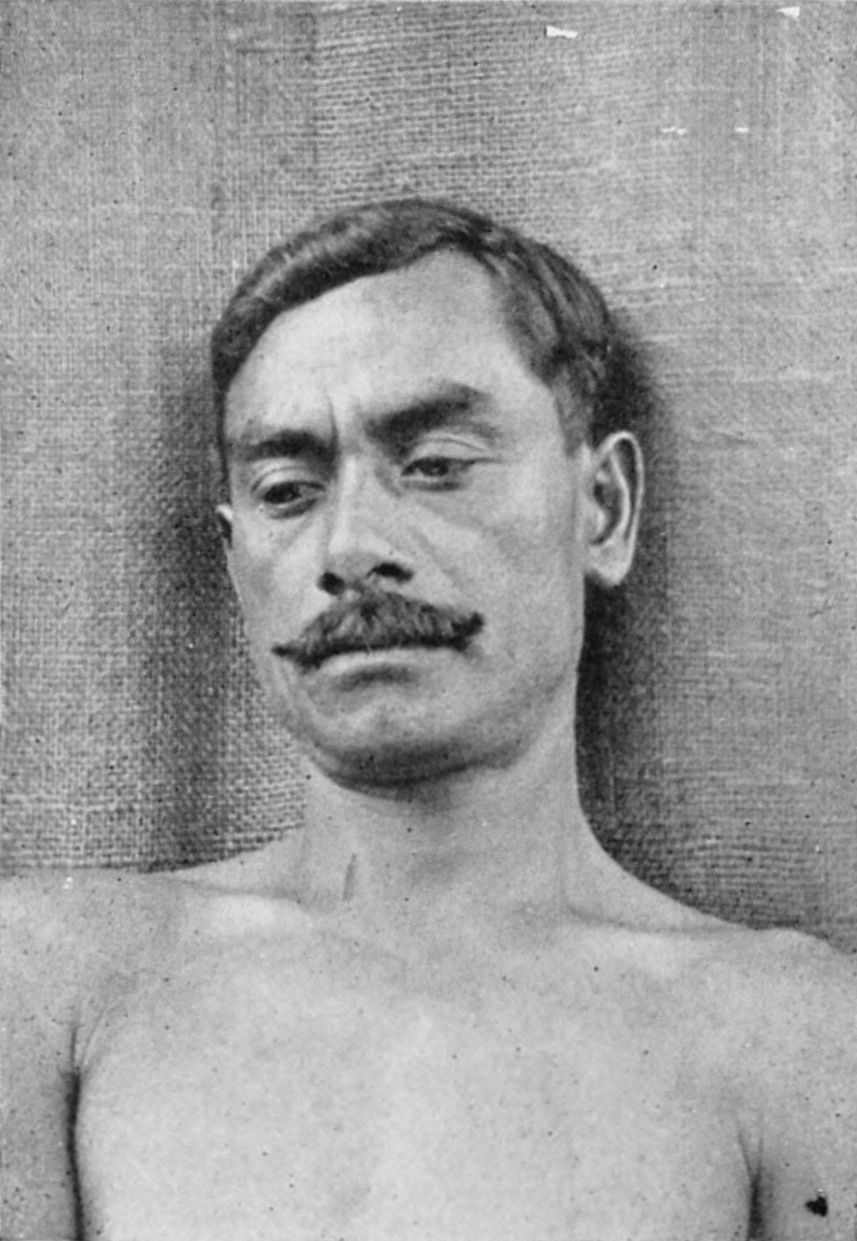
Хуан Тепано

Рутледжи покинули остров в августе 1915 года, вернувшись домой через Питкэрн и Сан-Франциско. В 1919 году Кэтрин опубликовала результаты своих исследований в ставшей популярной книге «Тайна острова Пасхи». Сотни предметов, которые она и её муж привезли с острова, сейчас находятся в этнографическом музее Питт-Риверса в Оксфорде и Британском музее в Лондоне. Записи Кэтрин Рутледж хранятся в Королевском географическом обществе в Лондоне. Большинство её научных выводов поддерживаются учёными и по сей день.

## Здоровье
Сомнительно предположение что Рутледж болела параноидной шизофренией с раннего детства, потому что она смогла провести ценное антропологическое исследование (часто в трудных условиях), без каких-либо признаков болезни. Её брат, Гарольд Пиз, страдал психическим заболеванием, хотя неясно, была ли это шизофрения. Рутледж увлеклась спиритизмом в годы обучения в Оксфорде и практиковала автоматическое письмо. Болезнь Кэтрин проявилась после 1925 года, когда у неё началась бредовая паранойя. Она выгнала своего мужа Уильяма Скорсби Рутледжа из своего лондонского особняка, расположенного поблизости от Гайд-парка и заперлась внутри. Она также спрятала многие из своих полевых заметок. Её семья обвинила в произошедшем Ангату, обвинив его в том, что он «колдун». В 1929 году Скорсби и родственники Кэтрин поместили её в психиатрическую больницу.
В 1935 году Кэтрин Мария Рутледж скончалась в больнице. Её муж передал Королевскому географическому обществу её полевые записи, которые нашел в особняке. Через десять лет после его смерти один из душеприказчиков нашел фотографии экспедиции на остров Пасхи. Карты экспедиции были найдены в доме Скорсби на Кипре в 1961 году. Семейные документы и фотографии, ранее не публиковавшиеся, в том числе подробности её болезни, были обнародованы в недавно опубликованной биографии Кэтрин. Археологи, работающие на острове Пасхи, продолжают использовать её полевые заметки и этнографические исследования.